# نیام ویلسون
نیام ویلسون (انگلیسی: Niamh Wilson؛ زادهٔ ۹ مارس ۱۹۹۷ ‏(۲۸ سال)) یک هنرپیشه اهل کانادا است.
از فیلم‌ها یا برنامه‌های تلویزیونی که وی در آن نقش داشته است می‌توان به مرداب اشاره کرد. 